# 孝仁董皇后
董太后（とうたいごう、? - 189年）は、後漢の解瀆亭侯劉萇の妻で、霊帝の母。永楽宮に住んでいた事から、永楽太后ともよばれた。河間郡の人。

孝仁皇后

## 生涯
解瀆亭侯劉萇に嫁ぎ、劉宏（後の霊帝）を産んだ。劉萇の死後、劉宏が爵位を継いだ。建寧元年（168年）、劉宏は皇太后竇妙によって皇帝に擁立されたとき、生母である董氏を慎園貴人とし、さらに翌年に孝仁皇后の尊号を授けた。
熹平元年（172年）に皇太后竇妙が崩御し、皇太后となった。董太后は朝政に干渉し、売官によって私腹を肥やしていた。一方で、王美人の忘れ形見の孫の劉協（後の献帝）を養育した。董太后は、霊帝と何皇后の嫡出子である劉弁を脇に置いて劉協の立太子を望むようになったため、劉弁の母の何太后と不仲になった。
中平6年（189年）、劉弁の即位に伴い、何皇后は摂政皇太后となった。実権の争いは董太后の甥の董重と何太后の兄の何進を中心に繰り広げられた。結局、董重は失脚させられて自殺した。同年6月、董太后は突然死去した。このことから、董太后は何太后によって殺害されたという噂が流れた。劉萇とともに慎陵へ合葬された。
彼女の孫の献帝の岳父の董承も、甥のひとりといわれる。